# اتوبوس تندروی بزرگراه ۷
اتوبوس تندروی بزرگراه ۷ (انگلیسی: Highway 7 Rapidway) در منطقه یورک، انتاریو، کانادا، اتوبوسی است که از خیابان بروس در وان (شهرک) تا جاده بریچمونت در مارکهام (انتاریو) عبور می‌کند. برنامه‌هایی برای گسترش آن از غرب به بزرگراه ۵۰ و از شرق تا پایانه کرنل وجود دارد.